# Zephronia sulcatula
Zephronia sulcatula är en mångfotingart som beskrevs av Butler 1872. Zephronia sulcatula ingår i släktet Zephronia och familjen Zephroniidae. Inga underarter finns listade i Catalogue of Life.